# Piçarra
Piçarra là một đô thị thuộc bang Pará, Brasil. Đô thị này có diện tích 3312,485 km², dân số năm 2007 là 12562 người, mật độ 3,79 người/km².